# Línea 502 (Punta Alta)
La línea 502 es una línea de transporte urbano de pasajeros de la ciudad de Punta Alta, Argentina. El servicio es prestado por Compañía Puntaltense S.A. con un valor actual de $880,00. Hace uso del Sistema Único de Boleto Electrónico (SUBE), con el cual se accede a descuentos y al Boleto Estudiantil financiado por el municipio de Coronel Rosales.

## Recorridos

### Salida
Ida hacia Base Naval Puerto Belgrano: Tucumán y Corralón de Obras Municipal (inicio de recorrido), Hipólito Irigoyen, Pedro Pico, Alvear Tucumán J. Ingenieros, Estomba, 1º Junta, González Fernández, Jesús María, Florida, Belgrano, Dorrego, Alem, Espora, Irigoyen, Brown, Mitre, Roca, Rosales, Colón, acceso a Base Naval Puerto Belgrano (Puesto Nº 1), Cuartel Base. (Final de recorrido).
Nota: Durante el período escolar, y en el horario de ingreso de los educandos (07.30 y 12:30), el recorrido de salida de la línea 502, se modificará en estos horarios conforme al siguiente detalle:
Salida desde Tucumán y Corralón de Obras Municipal (inicio de recorrido), Alvear, Tucumán, J. Ingenieros, Estomba, 1º Junta, González Fernández, Jesús María, Florida, Belgrano, Dorrego, Alem, Espora, Irigoyen, Brown, Mitre, Roca, Villanueva, 25 de Mayo, Rosales, Colón, acceso a Base Naval Puerto Belgrano (Puesto Nº 1), Cuartel Base. (Final de recorrido).

### Regreso
Vuelta desde Base Naval Puerto Belgrano: Cuartel Base, Puesto Nº 1 (Base Naval Puerto Belgrano), Cooperativa Obrera Suc. Nº 68, Colón, Alberdi, Humberto, Urquiza, 25 de Mayo, Rivadavia, Murature, Villanueva, Saavedra, Alvear, Libertad, 12 de Octubre, España, Corrientes, Saavedra, 1º Junta, Dorrego, Belgrano, Tucumán, Tucumán y Corralón de Obras Municipal (final de recorrido).